# Пођо ди Коњо-Брави (Пјаченца)
Пођо ди Коњо-Брави је насеље у Италији у округу Пјаченца, региону Емилија-Ромања.
Према процени из 2011. у насељу је живело 9 становника. Насеље се налази на надморској висини од 967 м.